# ألفرد إرنست كوزينز
ألفرد إرنست كوزينز (بالإنجليزية: Alfred Ernest Cousins)‏ هو نقاش نيوزيلندي، ولد في 24 أكتوبر 1852، وتوفي في 25 يونيو 1935.